# Отац Тед
Отац Тед (енгл. Father Ted), британска је комедија ситуације коју су креирали Грејам Линехан и Артур Метјус.
Радња серије је смештена на омањем фиктивном острву Креги и прати свакодневницу три римокатоличка свештеника и њихове спремачице госпође Дојл.
Сваки од свештеника је на изолованом оствру завршио по казни. Најмлађи међу њима, отац Дугл је делегиран јер га не желе на другим местима због његове ниске надарености, средњовечни отац Тед је проневерио средства цркве, док је најстарији међу њима отац Џек на острву због неадекватног понашања, пијанчења и ласцивности према малолетницама.
Серије је прекинута након двадесет и пет епизода, пошто је главни глумац Морган доживео срчани удар и преминуо.
Ситком је добио позитивне критике и освојио је неколико награда, укључујући три награде БАФТА. Серија је заузела друго место на листи најбољих британских ситкома, коју су саставили ТВ експерти Рејдио Тајмс магазина.

## Епизоде
| Сезона | Сезона           | Епизоде | Емитовање          | Емитовање          |
| Сезона | Сезона           | Епизоде | Премијера сезоне   | Финале сезоне      |
| ------ | ---------------- | ------- | ------------------ | ------------------ |
|        | 1                | 6       | 21. април 1995.    | 26. мај 1995.      |
|        | 2                | 10      | 8. март 1996.      | 10. мај 1996.      |
|        | Божићни специјал | 1       | 24. децембар 1996. | 24. децембар 1996. |
|        | 3                | 8       | 13. март 1998.     | 1. мај 1998.       |